# Franz Dornseiff
Franz Dornseiff (* 20. März 1888 in Gießen; † 22. Mai 1960 in Markkleeberg) war ein deutscher Altphilologe.

## Leben
Der Sohn eines Richters studierte ab 1906 Klassische Philologie und Germanistik an den Universitäten Heidelberg, München, Berlin, Straßburg und Freiburg. Während des Ersten Weltkriegs, in dem er zeitweilig als Dolmetscher diente, wurde er 1916 bei Franz Boll in Heidelberg promoviert. 1920 habilitierte er sich an der Universität Basel und war in den folgenden Jahren als Privatdozent in Basel und als Lehrer an einem Gymnasium in Lörrach tätig. 1925 wurde Dornseiff planmäßiger außerordentlicher Professor für Klassische Philologie an der Universität Berlin.
Als Nachfolger von Kurt Latte wurde er 1926 auf den Lehrstuhl für Klassische Philologie an der Universität Greifswald berufen, den er bis zum Kriegsende 1945 innehatte. 
Er galt im NS-Staat wegen jüdischer Vorfahren in der Mutterlinie nicht als „rasserein“ und stand dem Regime distanziert gegenüber. Auch wurde er wegen seiner Hinweise auf die orientalisch-„semitischen“ Wurzeln der griechischen Kultur („Die Welt hat nicht mit den Griechen angefangen.“) angegriffen. Er sprach sich gegen eine Eliminierung der Fremdwörter aus dem deutschen Wortschatz aus. 
Ab Ende 1945 vertrat er einen Lehrstuhl in Erlangen. 1947 kehrte er auf seinen alten Lehrstuhl nach Greifswald zurück, wechselte aber bereits 1948 an die Universität Leipzig. In Leipzig war er außerdem Direktor des Philologischen Instituts.

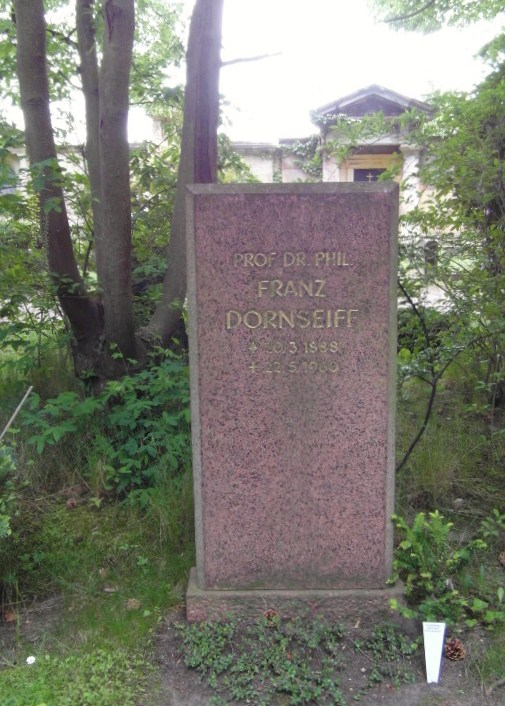
Grabstätte Franz Dornseiff

Dornseiff war seit 1940 ordentliches Mitglied des Deutschen Archäologischen Instituts und seit 1949 der Sächsischen Akademie der Wissenschaften. 1959 erhielt er den Nationalpreis der DDR.

## Werk
Dornseiffs Übersetzung und Kommentierung des griechischen Dichters Pindar gilt als wegweisend. 
Einer breiteren Öffentlichkeit wurde Dornseiff jedoch vor allem durch sein 1934 erstmals veröffentlichtes Werk Der deutsche Wortschatz nach Sachgruppen bekannt. Anders als in klassischen semasiologischen Wörterbüchern ordnete er darin den Wortschatz nicht alphabetisch, sondern nach Sachgruppen. Dornseiffs Wortschatz nach Sachgruppen ist bis heute das bedeutendste onomasiologische Wörterbuch der deutschen Sprache. Die letzte von Dornseiff redigierte Auflage war die fünfte von 1959 mit einem Umfang von 524 Seiten an Stichwörtern – in 896 Sachgruppen nach 20 Kategorien gegliedert – und durch ein 400-seitiges Register erschlossen. Allein die Pflanzen- und Tierarten (in ihren lateinisch-wissenschaftlichen und umgangssprachlichen Namen) umfassten 120 engstbedruckte Seiten. Dornseiffs Einleitung Wortschatzdarstellung und Bezeichnungslehre und das Verzeichnis der ausgewerteten Bücher nehmen weitere knapp 160 Seiten ein. Nach seinem Tod wurde der Wortschatz modernisiert und stark verschlankt. Insbesondere die Redewendungen, mundartlichen Bezeichnungen und umgangssprachlichen Ausdrücke entfielen. Das Wortschatz-Portal der Universität Leipzig listet u. a. für jedes Suchwort, soweit vorhanden, auch die Dornseiff-Bedeutungsgruppen auf.

## Schriften (Auswahl)
- Buchstabenmystik. Dissertation, Universität Heidelberg, 1916.
- Das Alphabet in Mystik und Magie (= Stoicheia: Studien zur Geschichte des antiken Weltbildes und der griechischen Wissenschaft. Herausgegeben von Franz Boll. Heft 7). Leipzig 1922. 
  - Reprint der zweiten Auflage von 1925: Teubner, Berlin 1994, ISBN 3-8262-0400-X.
- Die archaische Mythenerzählung. Folgerungen aus dem homerischen Apollonhymnos. De Gruyter, Berlin/Leipzig 1933.
- Der deutsche Wortschatz nach Sachgruppen. De Gruyter, Berlin/Leipzig 1933–1940; 8. Auflage: De Gruyter, Berlin/New York 2004, ISBN 3-11-017921-0.[1]
- Nochmals der homerische Apollohymnos. Eine Gegenkritik (= Greifswalder Beiträge zur Literatur- und Stilforschung. Heft 8). Dallmeyer, Greifswald 1935.
- Echtheitsfragen antik-griechischer Literatur. Rettungen des Theognis, Phokylides, Hekataios, Choirilos. De Gruyter, Berlin 1939.
- Die griechischen Wörter im Deutschen. De Gruyter, Berlin 1950.
- Verschmähtes zu Vergil, Horaz und Properz. Akademie, Berlin 1951.